# Étienne Naples
Étienne Naples, né le 23 novembre 1872 à Condom (Gers), mort le 26 avril 1965 dans cette même ville, est un homme politique et avocat français.

## Biographie
Son père, Arthur Naples, fut maire de la ville de 1893 à 1895. Il fut de nombreuses fois élu maire et conseiller général. Il est élu député en 1924 sur la liste du cartel des gauches. Il est battu en 1928 par un radical dissident. En tant que maire de Condom, on lui doit la modernisation de la ville, notamment l'éclairage public électrique.

## Mandats
- Maire de Condom (Gers) de 1908 à 1929 et de 1935 à 1940
- Membre du conseil général du Gers de 1910 à 1940 et de 1945 à 1951
- Député du Gers de 1924 à 1928

## Sources
- « Étienne Naples », dans le Dictionnaire des parlementaires français (1889-1940), sous la direction de Jean Jolly, PUF, 1960 [détail de l’édition]